# أنشوفة بنامية كاذبة
أنشوفة بنامية كاذبة (الاسم العلمي: Anchoa mundeola) (بالإنجليزية: False Panama anchovy)‏ هي نوع من الأسماك تتبع جنس الأنشوفة من الفصيلة البلمية.